# Islandia na Letnich Igrzyskach Olimpijskich 1952
Letnie Igrzyska Olimpijskie 1952 były piątymi w historii Islandii igrzyskami olimpijskimi. Żadnemu zawodnikowi nie udało się zdobyć medalu.

## Wyniki zawodników

### Lekkoatletyka

#### Mężczyźni

##### Konkurencje biegowe
| Zawodnik                                                                | Konkurencja                | Eliminacje  | Eliminacje  | Ćwierćfinały | Ćwierćfinały | Półfinały   | Półfinały   | Finał   | Finał   | Źródło |
| Zawodnik                                                                | Konkurencja                | Czas        | Pozycja     | Czas         | Pozycja      | Czas        | Pozycja     | Czas    | Pozycja | Źródło |
| ----------------------------------------------------------------------- | -------------------------- | ----------- | ----------- | ------------ | ------------ | ----------- | ----------- | ------- | ------- | ------ |
| Hörður Haraldsson                                                       | Bieg na 100 m              | 11.0        | 4.          | NQ           | NQ           | NQ          | NQ          | NQ      | NQ      | [ 1 ]  |
| Ásmundur Bjarnason                                                      | Bieg na 100 m              | 11.1        | 5.          | NQ           | NQ           | NQ          | NQ          | NQ      | NQ      | [ 1 ]  |
| Pétur Sigurðsson                                                        | Bieg na 100 m              | 11.3        | 5.          | NQ           | NQ           | NQ          | NQ          | NQ      | NQ      | [ 1 ]  |
| Hörður Haraldsson                                                       | Bieg na 200 m              | 22.4        | 4.          | NQ           | NQ           | NQ          | NQ          | NQ      | NQ      | [ 2 ]  |
| Ásmundur Bjarnason                                                      | Bieg na 200 m              | 22.4        | 4.          | NQ           | NQ           | NQ          | NQ          | NQ      | NQ      | [ 2 ]  |
| Guðmundur Lárusson                                                      | Bieg na 400 m              | 49.7        | 4.          | NQ           | NQ           | NQ          | NQ          | NQ      | NQ      | [ 3 ]  |
| Guðmundur Lárusson                                                      | Bieg na 800 m              | 1:56.5      | 7.          | Nie dotyczy  | Nie dotyczy  | NQ          | NQ          | NQ      | NQ      | [ 4 ]  |
| Kristján Jóhannsson                                                     | Bieg na 5000 m             | 15:23.8     | 14.         | Nie dotyczy  | Nie dotyczy  | Nie dotyczy | Nie dotyczy | NQ      | NQ      | [ 5 ]  |
| Kristján Jóhannsson                                                     | Bieg na 10000 m            | Nie dotyczy | Nie dotyczy | Nie dotyczy  | Nie dotyczy  | Nie dotyczy | Nie dotyczy | 32:00.0 | 26.     | [ 6 ]  |
| Ingi Þorsteinsson                                                       | Bieg na 110 m przez płotki | 15.6        | 4.          | Nie dotyczy  | Nie dotyczy  | NQ          | NQ          | NQ      | NQ      | [ 7 ]  |
| Ingi Þorsteinsson                                                       | Bieg na 400 m przez płotki | 56.5        | 5.          | NQ           | NQ           | NQ          | NQ          | NQ      | NQ      | [ 8 ]  |
| Ingi Þorsteinsson Pétur Sigurðsson Hörður Haraldsson Ásmundur Bjarnason | Sztafeta 4x100 m           | DSQ         | DSQ         | Nie dotyczy  | Nie dotyczy  | NQ          | NQ          | NQ      | NQ      | [ 9 ]  |

##### Konkurencje techniczne
| Zawodnik            | Konkurencja   | Eliminacje | Eliminacje | Finał  | Finał   | Źródło |
| Zawodnik            | Konkurencja   | Wynik      | Pozycja    | Wynik  | Pozycja | Źródło |
| ------------------- | ------------- | ---------- | ---------- | ------ | ------- | ------ |
| Torfi Bryngeirsson  | Skok o tyczce | 4 m        | 16. Q      | 3,95 m | 14.     | [ 11 ] |
| Friðrik Guðmundsson | Rzut dyskiem  | 45 m       | 22.        | NQ     | NQ      | [ 13 ] |
| Þorsteinn Löve      | Rzut dyskiem  | 44,28 m    | 24.        | NQ     | NQ      | [ 13 ] |